# Havárie letadla An-72 u Šymkentu
Letadlo Antonov An-72-100 kazachstánské armády se zřítilo 25. prosince 2012 ve vzdálenosti přibližně 20 km od letiště Šymkentu. Stroj, který letěl z hlavního města Astany, se chystal na přistání v Šymkentu, když v prostoru poslední zatáčky (do osy dráhy), s vysunutými podvozky, narazil za tmy a sněžení do svahu rokle. Na palubě zahynulo 27 osob – sedm členů posádky a dvacet příslušníků ochrany kazachstánských hranic včetně velitele plukovníka Turganbeka Stambekova a jeho manželky. Neštěstí se stalo okolo 19:00 místního času (13:00 UTC).
Příčinami nehody byly stanoveny ztížené meteorologické podmínky (nebezpečí námrazy, sněžení s deštěm), let s ne plně funkčním palubním vybavením (radiovýškoměr, autopilot), nenastavení přízemního tlaku na letišti na tlakovém výškoměru, vypnutí systému varování před nárazem do terénu a pilotování pomocníkem kapitána (druhým pilotem) navzdory tomu, že letadlo převáželo pasažéry.

## Oběti neštěstí
Plukovník Stambekov s manželkou, skupina důstojníků štábu velení, další příslušníci pohraničních sil a sedmičlenná posádka letadla. Zahynulo celé velení pohraničních sil Kazachstánu.
Stambekov byl pověřen velením pohraničních sil krátce předtím. Jeho předchůdce zastřelil v amoku voják základní služby na pohraničním postu.